# Rogalin (Schiff)
Die Rogalin war ein 1972 unter dem Namen Aallotar in Dienst gestelltes Fährschiff der polnischen Reederei Polferries. Die Rogalin hatte unter Polferries eine ereignisreiche Dienstzeit, die von 1978 bis zur Ausmusterung des Schiffes 2003 andauerte. Noch im selben Jahr wurde die Fähre zur Abwrackung nach Indien verkauft, wo im Frühjahr 2004 die Abbrucharbeiten begannen.

## Geschichte

### Silja Line
Die Aallotar wurde ursprünglich am 3. Januar 1970 von der finnischen Reedereikooperation Siljavarustamo in der Werft Dubegion-Normandie in Nantes in Auftrag gegeben und im folgenden Monat der Finska Ångfartygs Ab (FÅA, bekannt auch als Effoa) zugeordnet. Am 29. März 1971 erfolgte die Kiellegung unter der Baunummer 126, gefolgt vom Stapellauf am 23. Juli 1971. Am 17. Februar 1972 konnte das Schiff an die Reederei abgeliefert werden.
Die Aallotar verfügte bei Ablieferung über 450 Kabinen, von denen die meisten ein eigenes Bad hatten. Zu den öffentlichen Bereichen gehörten neben diversen Speisemöglichkeiten ein Nachtclub, eine Diskothek, ein englisches Pub sowie ein Schwimmbad samt dazugehöriger Sauna.
Im Anschluss an die Überführungsfahrt nach Helsinki mit Zwischenstopps in London, Amsterdam und Hamburg zu Werbezwecken nahm das Schiff der Silja Line den Dienst zwischen Helsinki und Stockholm auf. Neben dem gewöhnlichen Fährdienst wurde die Aallotar auch mehrfach für Sonderfahrten verchartert. So war das Schiff im Mai 1972 für eine Tagung der Insurance Europe vor der Küste Helsinkis im Einsatz, gefolgt von einer politischen Konferenz vor der Halbinsel Porkkala unter Leitung von Urho Kekkonen im August 1973.
Neben der Stammstrecke von Helsinki nach Stockholm wurde die Aallotar zeitweise auch auf anderen Routen eingesetzt, darunter von Turku nach Norrtälje in den Jahren 1975 und 1976. Ab September 1976 lag das Schiff ausgemustert in Turku, ehe es von März bis Mai 1977 als Wohnschiff im Hafen von Haugesund neue Verwendung fand. Anschließend kam die Fähre zwischen Turku und Stockholm in den aktiven Einsatz.
Ab September 1977 charterte die polnische Polska Zegluga Baltycka (Polferries) das Schiff für den Dienst zwischen Helsinki und Danzig. Im Mai 1978 ging die Aallotar schließlich in den Besitz dieser Reederei über.

### Polferries

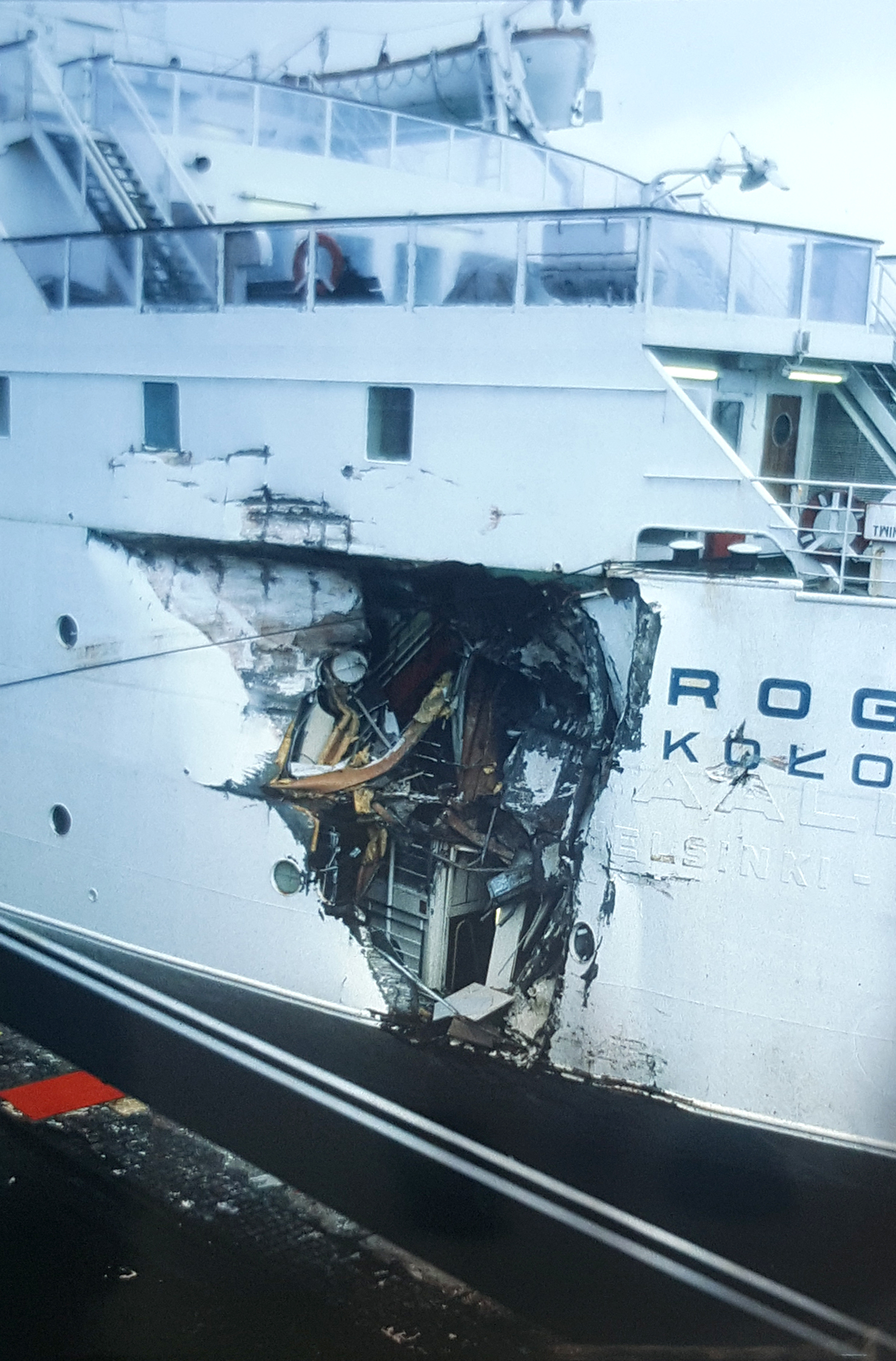
Die Rogalin nach Kollision mit der Coral Rubrum, 1979, im Hafen Stockholm liegend

Unter dem neuen Namen Rogalin setzte die Fähre den Dienst zwischen Helsinki und Danzig fort. Im September 1979 kollidierte das Schiff während einer Fahrt nach Danzig mit dem niederländischen Tanker Coral Rubrum und erlitt Beschädigungen an der Backbordseite.
Ab Mai 1982 stand die Rogalin zwischen Świnoujście, Kopenhagen und Travemünde im Einsatz. Zwischen Mai und September 1985 verkehrte das Schiff unter Charter der isländischen Reederei Faraskip als Edda zwischen Reykjavík und Bremerhaven. Zudem unternahm die Fähre für Polferries einige Sonderfahrten, darunter eine Kreuzfahrt von Stettin nach London zum Jahreswechsel 1985/1986.
Bekanntheit erlangte die Rogalin im deutschsprachigen Raum in den 1980er Jahren aufgrund der Berichterstattung über polnische Einwanderer, die unter anderem in großen Zahlen auf der Rogalin und dem Passagierschiff Stefan Batory in Travemünde eintrafen.

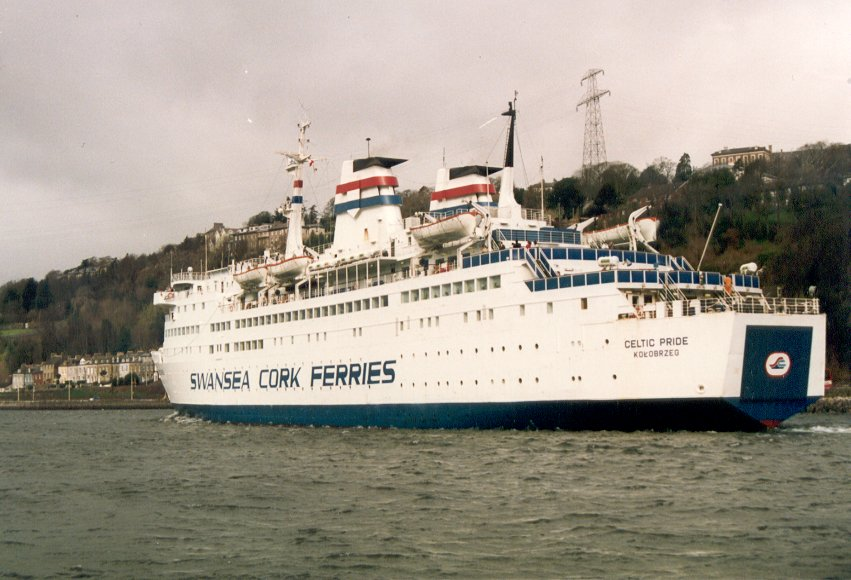
Als Celtic Pride unter Charter der Swansea-Cork Trading

Im Laufe ihrer Dienstzeit wurde die Rogalin dreimal an die Reederei Swansea-Cork Trading für den Dienst zwischen Swansea und Cork verchartert: Von April bis Dezember 1987 unter dem Namen Celtic Pride, von April bis Dezember 1988 unter ihrem alten Namen und letztmals von März bis November 1992 erneut als Celtic Pride. Während dieser letzten Einsatzzeit für Swansea-Cork Trading ereignete sich am 12. August 1992 ein tödlicher Vorfall: Zwei Kinder erstickten in einer der Kabinen, nachdem wegen eines Defekts das Wasser in der Kabinentoilette abgesunken war und so giftige Fäkaliendämpfe ins Innere der Kabine dringen konnten.
Im Juni 1997 wechselte die Rogalin auf die Strecke von Danzig nach Nynäshamn. 1999 wurde das bisher in Polen registrierte Schiff aus Kostengründen auf die Bahamas ausgeflaggt.
Am 9. Juli 2001 kam die Rogalin erneut in die Schlagzeilen, als sie während einer Überfahrt in schwedischen Gewässern aufgrund eines Befehls der polnischen Regierung umkehren und internationale Gewässer anlaufen musste. 25 Kilometer vor Visby wurden Agenten des polnischen Geheimdienstes von einem Hubschrauber auf das Schiff abgeseilt und nahmen den als Passagier an Bord reisenden Politiker Zbigniew Farmus fest, der als Assistent des stellvertretenden polnischen Verteidigungsministers Romuald Szeremietiew tätig war. Farmus wurden Bestechlichkeit und das Verraten militärischer Geheiminformationen vorgeworfen.
Seit November 2002 verkehrte die Fähre zwischen Ystad und Świnoujście, ehe sie am 16. Juli des folgenden Jahres ihre letzte Überfahrt absolvierte. Im Oktober 2003 ging das Schiff an eine Abbruchwerft mit Sitz im indischen Alang, wo es am 18. November eintraf. Zwei Tage später wurde die Rogalin auf den Strand gesetzt. Die Abbrucharbeiten am Schiff begannen im Februar 2004.

## Schwesterschiff
Das Schwesterschiff der Rogalin war die ebenfalls 1972 in Dienst gestellte Svea Regina, die im Laufe ihrer Karriere mehrfach ihren Besitzer und Namen wechselte und unter anderem auch als Kreuzfahrtschiff zum Einsatz kam. Die Fähre traf im April 2005 als Safa wie die Rogalin zum Abbruch in Alang ein.